# Белёв (Кормянский район)
Белёв (бел. Бялёў) — деревня в Барсуковском сельсовете Кормянского района Гомельской области Беларуси.

## География

### Расположение
В 8 км на запад от Кормы, в 47 км от железнодорожной станции Рогачёв (на линии Могилёв — Жлобин), 102 км от Гомеля.

### Гидрография
На севере и западе мелиоративные каналы, соединённые с рекой Добрица (приток реки Добрич).

## Транспортная сеть
Транспортные связи по автодороге Корма — Яновка. Планировка состоит из короткой прямолинейной улицы, ориентированной с юго-востока на северо-запад. Застройка неплотная, деревянная усадебного типа.

## История
Согласно письменным источникам известна с XIX века как селение в Кормянской волости Рогачёвского уезда Могилёвской губернии. Согласно переписи 1897 года фольварки Малый Белёв и Большой Белёв. В 1909 году фольваркам принадлежало 300 десятин земли. В 1920-е годы сложилась деревня. В 1931 году организован колхоз имени М. М. Володарского, работала кузница. В 1962 году к деревне присоединён посёлок Семёновка. В составе совхоза имени М. М. Володарского (центр — деревня Барсуки).

## Население

### Численность
- 2004 год — 4 хозяйства, 17 жителей.

### Динамика
- 1897 год — Малый Белёв 3 двора, 26 жителей; Большой Белёв 2 двора, 8 жителей (согласно переписи).
- 1959 год — 104 жителя (согласно переписи).
- 2004 год — 4 хозяйства, 17 жителей.